# Gentianella praecox
Gentianella praecox (syn. G. carpatica) — вид квіткових рослин родини тирличевих (Gentianaceae).

## Біоморфологічна характеристика
Це однорічна чи дворічна рослина 8–40 см заввишки. Стебло зазвичай знизу розгалужене. Листки (крім прикореневих) яйцювато-ланцетні або ланцетні, найбільш широкі в нижній частині, загострені. Плід — коробочка.

## Поширення
пд.-сх. Німеччина, пн.-сх. Австрія, Чехія, пд. Польща, Україна.
В Україні вид росте на високогірних луках, кам'янистих схилах субальпійського пояса — у Карпатах, спорадично.